# Angelica Aposteanu
Angelica Aposteanu est une rameuse roumaine née le 21 août 1954 à Bistrița.

## Biographie
Aux Jeux olympiques d'été de 1980 à Moscou, Angelica Aposteanu est médaillée de bronze en huit,,.